# Пилар (Алагоас)
Пилар (порт. Pilar) — муниципалитет в Бразилии, входит в штат Алагоас. Составная часть мезорегиона Восток штата Алагоас. Находится в составе крупной городской агломерации Агломерация Масейо. Входит в экономико-статистический микрорегион Масейо. Население составляет 31 627 человек на 2007 год. Занимает площадь 248,98 км². Плотность населения — 127,02 чел./км².
Праздник города — 16 марта.

## Статистика
- Валовой внутренний продукт на 2005 год составляет 157 300 реалов (данные: Бразильский институт географии и статистики).